# Basingstoke and Deane
Basingstoke and Deane es un distrito no metropolitano con el estatus de municipio en el condado de Hampshire (Inglaterra).

## Geografía
Según la Oficina Nacional de Estadística británica, Basingstoke and Deane tiene una superficie de 633,81 km².

## Demografía
Según el censo de 2001, Basingstoke and Deane tenía 152 573 habitantes (49,52% varones, 50,48% mujeres) y una densidad de población de 240,72 hab/km². El 21,17% eran menores de 16 años, el 73,3% tenían entre 16 y 74, y el 5,52% eran mayores de 74. La media de edad era de 37,16 años. 
Según su grupo étnico, el 96,56% de los habitantes eran blancos, el 1,02% mestizos, el 1,22% asiáticos, el 0,58% negros, el 0,35% chinos, y el 0,26% de cualquier otro. La mayor parte (93,43%) eran originarios del Reino Unido. El resto de países europeos englobaban al 2,75% de la población, mientras que el 1,15% había nacido en África, el 1,65% en Asia, el 0,58% en América del Norte, el 0,11% en América del Sur, el 0,3% en Oceanía, y el 0,03% en cualquier otro lugar. El cristianismo era profesado por el 74,02%, el budismo por el 0,16%, el hinduismo por el 0,45%, el judaísmo por el 0,12%, el islam por el 0,51%, el sijismo por el 0,22%, y cualquier otra religión por el 0,33%. El 16,98% no eran religiosos y el 7,22% no marcaron ninguna opción en el censo.
El 42,62% de los habitantes estaban solteros, el 43,67% casados, el 1,81% separados, el 6,74% divorciados y el 5,17% viudos. Había 61 722 hogares con residentes, de los cuales el 25,35% estaban habitados por una sola persona, el 8,75% por padres solteros con o sin hijos dependientes, el 63,54% por parejas (53,15% casadas, 10,39% sin casar) con o sin hijos dependientes, y el 2,36% por múltiples personas. Además, había 1127 hogares sin ocupar y 196 eran alojamientos vacacionales o segundas residencias.

## Hermanamientos
- Alenzón (Francia), desde 1968;[2]
- Braine-l'Alleud (Bélgica), desde 1979;[3]
- Euskirchen (Alemania), desde 1986.[4]